# Kálvária kápolna és templom (Gyöngyös)

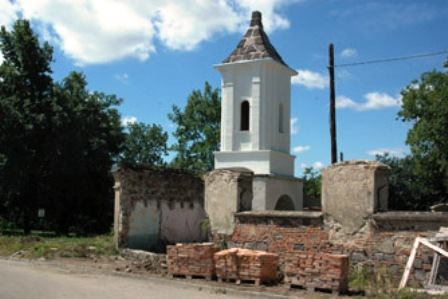
Az új torony

A Kálvária kápolna és templom egykor a Gyöngyösön kívül álló dombon épült, szabadon álló épületcsoport, kápolnával és a kerítés mentén elhelyezett, illetve a kőfalba épített 5-5 stációval.

## A jövő
A toronyba 2002-ben villám csapott aminek következtében a torony és a kapu, amin állt beomlott.
Az egyházi tulajdonú, közel két évtizede üres kegyhely "kálváriájának" gondja megoldódni látszik. A kálvária szomszédságában épülő lakóliget építtetője, az új lakópark mellett a műemlék épület helyreállítását is elvégzi. A hasznosítás továbbra is nagy kérdés. A tervek között szerepel bábszínház, Gyöngyös nagyjainak arcképcsarnoka, urnafal, hangverseny-helyszín és rengeteg hasznosítási ötlet merült fel.

## Külső hivatkozások
- Kálvária kápolna és templom
- Újra áll a gyöngyösi Kálvária templom tornya
- Képek és egyéb információk